# Bill Aberdeen
O Slave Trade Suppression Act ou Aberdeen Act, mais conhecido no Brasil como Bill Aberdeen, foi um ato do Parlamento do Reino Unido, promulgado em 8 de agosto de 1845,  que autorizava os britânicos a prender qualquer navio suspeito de transportar escravos no oceano Atlântico.

## História
Após a Revolução Industrial e a Revolução Haitiana (que dizimou os colonizadores brancos na antiga colônia francesa), surgiu no Reino Unido um forte movimento abolicionista. O movimento foi amparado, sobretudo, pelos habitantes das grandes cidades portuárias britânicas e motivado por razões tanto de ordem ética e religiosa, quanto de receios constantes de revoltas escravas.
Proposta pelo Parlamento do Reino Unido, a lei, de autoria do ministro da relações exteriores George Hamilton-Gordon (Lord Aberdeen), visava o combate ao tráfico de escravos no Atlântico Sul, atribuindo às embarcações da Marinha Real Britânica o direito de apreender quaisquer navios negreiros que porventura se dirigissem ao Império do Brasil, buscando com isto efetivar na prática o cumprimento, mais uma vez, de tratados internacionais assinados desde a década de 1810, que colocavam o tráfico de escravos como pirataria e, nessa condição, sujeito à repressão.
Durante a década de 1840, a marinha britânica aprisionou centenas de embarcações, cada qual carregando centenas de escravos. Eles eram conduzidos de volta à África, a cidades portuárias como Freetown, na Serra Leoa, ou Monróvia, na Libéria, onde era tentado um repatriamento, ou adaptação àquelas localidades.
Para os escravagistas brasileiros, restava o argumento que esta lei derradeira feriria o direito internacional, já que seria uma imposição de um país a outros. No entanto, este era uma falácia, visto que a mesma apenas utilizava a força para valer este mesmo direito internacional, que o próprio Império Brasileiro desconsiderava, já que desde a década de 1820 descumpria sistematicamente não apenas os tratados internacionais contra o tráfico de escravos, que havia assinado, como também a própria legislação interna referente à escravidão, como a Lei Feijó de 1831, que estabelecia que todos os africanos trazidos para o país, a partir daquela data, fossem libertados e embarcados de volta à África.
Assim, a aplicação da lei Aberdeen criou vários incidentes diplomáticos com o recalcitrante Império Brasileiro: entre agosto de 1845 e maio de 1851, foram abordadas, apreendidas e destruídas, pela Marinha Real Britânica, 368 embarcações brasileiras que faziam tráfico de escravos para o Brasil, muitas em águas territoriais do país.
Tais fatos conduziram à inviabilidade econômica de tal prática há muito condenada internacionalmente, forçando o Brasil a abandoná-la. No entanto, em vez de fazê-lo, fazendo valer suas próprias leis já existentes — para simbolicamente manter uma fachada de autonomia — adotou a chamada Lei Eusébio de Queirós, aprovada em 1850, que, uma vez mais, aboliu legalmente o tráfico negreiro para o Brasil. Entretanto, como se viu pelas apreensões executadas pela Marinha britânica ainda em 1851, por si só, em nada teria acrescentado.